# 韋爾本湖

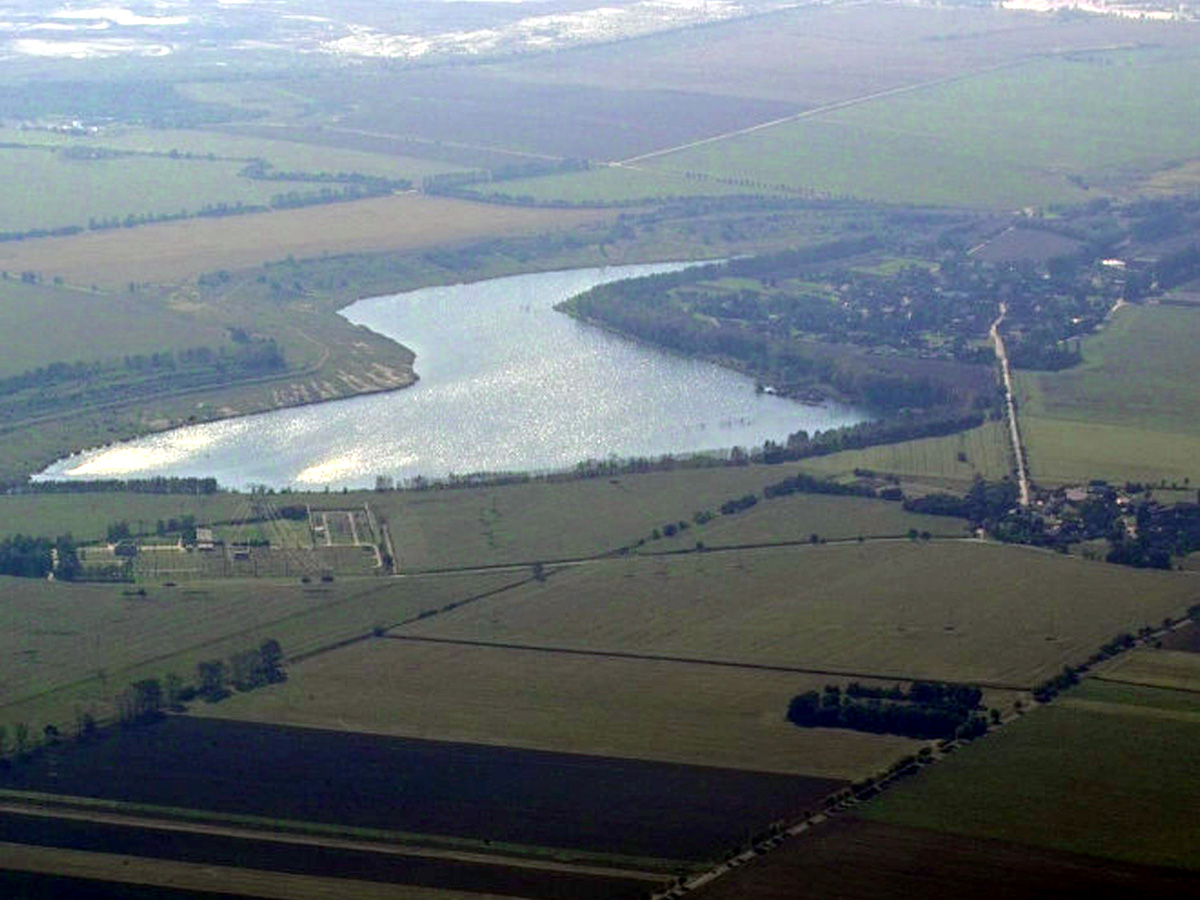

51°11′40″N 12°14′8″E / 51.19444°N 12.23556°E
韋爾本湖（德語：Werbener See），是德國的湖泊，位於該國東部，由薩克森自由州負責管轄，處於萊比錫西南面約20公里，長0.8公里、寬0.1公里，面積0.79平方公里。